# Modra nad Cirochou
Modra nad Cirochou és un poble i municipi d'Eslovàquia. Es troba a la regió de Prešov, al nord del país.

## Història
La primera referència escrita de la vila data del 1333.

## Demografia
| Godina             | 1994 | 2004   | 2014   | 2024   |
| ------------------ | ---- | ------ | ------ | ------ |
| Nombre de persones | 1093 | 1030   | 1007   | 949    |
| Diferència         |      | −5,76% | −2,23% | −5,75% |

| Godina             | 2023 | 2024   |
| ------------------ | ---- | ------ |
| Nombre de persones | 956  | 949    |
| Diferència         |      | −0,73% |